# Fuller Warren
Fuller Warren (3 de outubro de 1905 – 23 de setembro de 1973) foi um político dos Estados Unidos, o 30º Governador da Flórida, com mandato de 1949 até 1954. Também foi eleito membro da Câmara dos Representantes da Flórida por duas vezes.

## Início de vida
Nascido em Blountstown, Flórida, frequentou a Universidade da Flórida, em Gainesville. Enquanto na Universidade da Flórida, foi um dos primeiros membros da Florida Blue Key (estudante de honra que presta serviços na comunidade) e era um membro do Tau Chapter da Theta Chi Fraternity (organização com fins humanitários). Enquanto freqüentava a Universidade, foi eleito para a Câmara dos Representantes da Flórida aos 21 anos de idade em 1927. Após a graduação, ele mudou-se para Jacksonville, Flórida e começou a advogar. Serviu ao Conselho de cidade de 1931 até 1937 e reelegeu-se para a Câmara dos Representantes da Flórida em 1939. Durante a Segunda Guerra Mundial, ele era um oficial de artilharia da Marinha dos Estados Unidos.

## Governador da Flórida
Plataforma de Warren incluía a promessa de lutar contra o racismo na Flórida.:108-9 Warren ganhou a eleição e assumiu o cargo de governador em 4 de janeiro de 1949. Após sua eleição, ele pronunciou-se contra a Ku Klux Klan, afirmando no final de um comício em janeiro de 1949 que:
"Os arruaceiros de capuz e porta estandartes que desfilaram pelas ruas de Tallahassee na noite passada protagonizaram um espetáculo repugnante e alarmante. Estes covardes cobertos, que se chamam Klansmen evidentemente partiram para aterrorizar a grupos minoritários na Flórida, como eles têm feito em um Estado vizinho".
Foi revelado em março de 1949 que Warren tinha sido um membro da Klan. Ele emitiu uma declaração dizendo que ele tinha sido um membro antes que ele tivesse "ajudado a travar uma guerra para destruir os nazistas - primos em primeiro grau dos Klansmen".
Durante seu mandato, ele estabeleceu as bases para o sistema de pedágios do Estado, começou o programa de reflorestamento da Flórida, programas de controle de qualidade nas culturas de frutas cítricas da Flórida foram instituídos, bem como estabeleceram-se novas leis que proibiam o gado de vagar livremente. Warren promulgou uma lei dirigida a Klan em 1951, que, embora não mencionasse a Klan especificamente, que proibiu o uso de máscaras em público ou em propriedade privada de outra pessoa sem a permissão por escrito do proprietário.
As audiências da Comissão especial do Senado dos Estados Unidos para investigar o Crime no comércio interestadual, presididas pelo senador Estes Kefauver, trouxeram a tona o envolvimento de funcionários públicos da Flórida com jogos de números (bilhetes) e bolitas (cestas giratórias) , assim como as acusações de corrupção relacionados com jogos de azar, a campanha de 1948 de Warren havia sido financiada pelo crime organizado. :247-8 Warren se recusou a cooperar com a Comissão, alegando que ao fazê-lo seria contradizer o princípio dos direitos dos Estados. Em uma carta ao senador Herbert O'Conor, na qual Warren informava a Comissão, que ele não apareceria perante ela, ele declarou: "Acho que a soberania do estado tal como concebida pelos fundadores do nosso governo é algo mais do que uma memória sem cor esquecida nos arquivos da nação".
Em 1951, uma resolução para acusar Warren foi proposta na Câmara dos Representantes da Flórida :248 por "deliberadamente ignorar" seu dever de eliminar os jogos ilegais na Flórida e por falsificação de documentos relacionados com a sua campanha de 1948. A Câmara votou pela rejeição da proposta do impeachment em 28 de maio de 1951.

## Últimos anos, morte e legado
Depois que ele deixou o cargo em 6 de janeiro de 1953, ele mudou-se para Miami, Flórida e exerceu a advocacia. Concorreu para governador novamente em 1956, prometendo "manter a segregação na Flórida". No entanto, ele perdeu a eleição para LeRoy Collins. Ele morreu em Miami, em 1973.
A ponte de Warren de Fuller em Jacksonville, Flórida, foi assim nomeada em sua homenagem.

## Fonte da tradução
- Este artigo foi inicialmente traduzido, total ou parcialmente, do artigo da Wikipédia em inglês cujo título é «Fuller Warren».